# Damour (Liban)
Pour les articles homonymes, voir Damour.
 (avril 2010).
Si vous disposez d'ouvrages ou d'articles de référence ou si vous connaissez des sites web de qualité traitant du thème abordé ici, merci de compléter l'article en donnant les références utiles à sa vérifiabilité et en les liant à la section « Notes et références ».
Damour (دامور) est une petite ville côtière chrétienne au Liban, à 20 km au sud de Beyrouth. Son nom trouve probablement ses origines dans le dieu phénicien Damoros.

## Géographie

### Situation
La ville se trouve dans l'une des rares zones plates le long de la côte libanaise. Au nord du fleuve qui porte son nom, elle s'étend sur une dune surplombant la Méditerranée. Damour est encadrée par des plantations de bananes et des cultures de légumes. Couvrant une superficie de 10,1 km², elle est traversée par la route reliant Beyrouth à Tyr, tandis que l'autoroute Beyrouth-Tyr la sépare des plantations. Autrefois, une voie ferrée, aujourd'hui démantelée, comportait une halte dans cette ville.

### Climat
Damour jouit d'un climat méditerranéen caractérisé par des hivers doux, des étés chauds, des précipitations modérées et un ensoleillement abondant. Le vent prédominant souffle depuis l'Ouest-Sud-Ouest, apportant une brise marine et occasionnellement des nuages.

## Églises
Damour compte un total de cinq églises, dont les deux plus imposantes sont Notre-Dame de Damour et Saint-Élias. En plus de ces édifices religieux majeurs, la ville abrite trois chapelles : Sainte-Thècle, Saint-Michel, qui a la distinction d'être la première église érigée à Damour, et l'église Saint-Maroun.

## Tourisme
Grâce à sa plage de sable et à sa proximité de Beyrouth, à seulement dix minutes en voiture, Damour est devenue une destination prisée des touristes, en particulier des amateurs de sports nautiques. La ville offre une multitude d'options de divertissement et de restauration le long de sa magnifique plage, avec une variété de restaurants, de cafés et de snacks. Le long des rives du fleuve de Damour, se trouvent plusieurs autres restaurants.

## Histoire

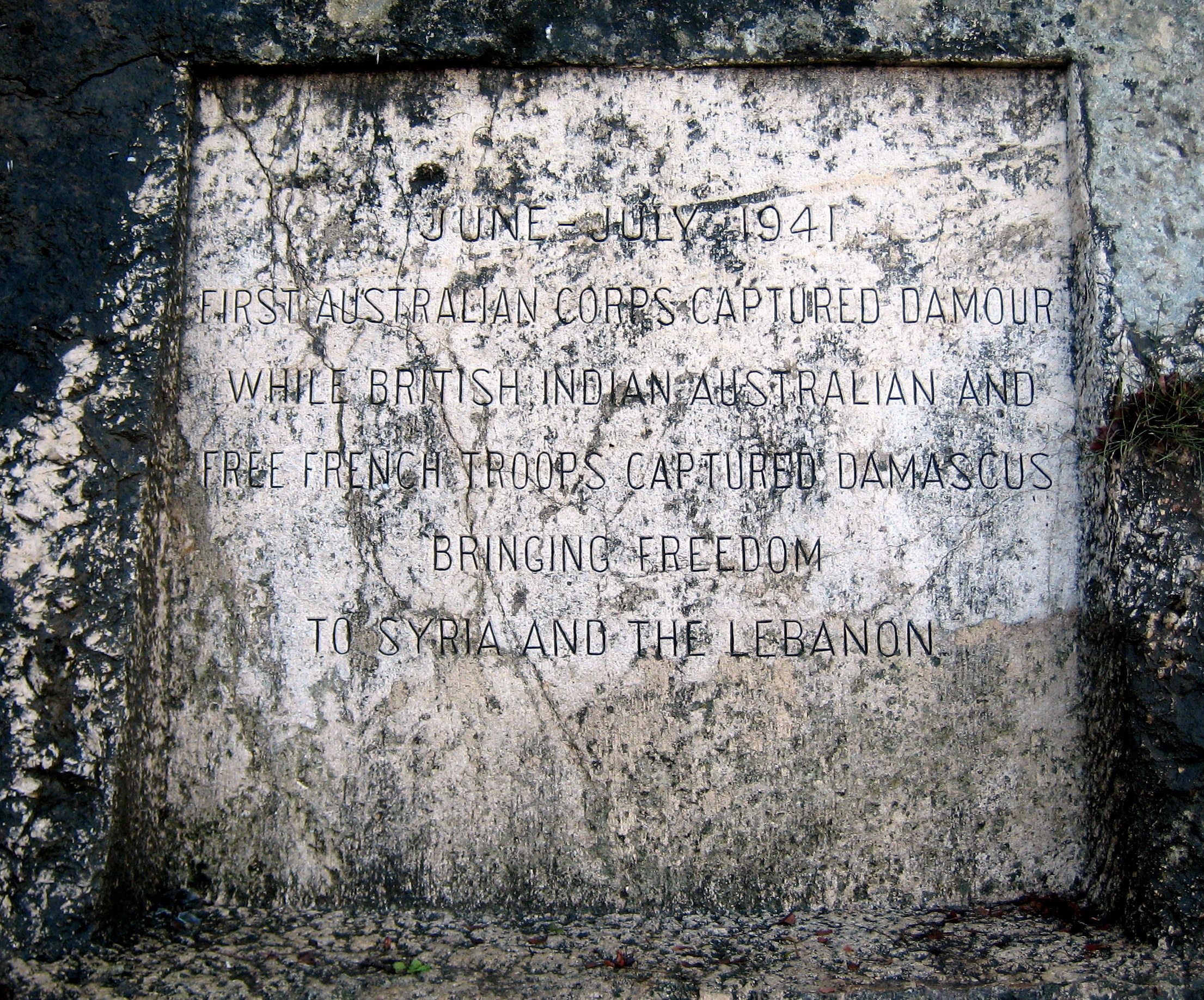
Plaque commémorative de la prise de Damour par les Australiens en 1941, installée à Nahr el Kaleb au nord de Beyrouth.

En 1302, après la prise de l'île d'Arouad, par les Mamelouks, les Chypriotes ont débarqué sur le fleuve de Damour, déclenchant une bataille remportée par les croisés. L'émir Fakherddine le Grand y a perdu la vie, tandis que son frère, l'émir Shams al-Din Abdullah, a été retenu en otage avant d'être libéré.
En mai 1860, la ville a été le théâtre d'un massacre perpétré par les forces druzes contre les habitants chrétiens.
Au XIXe siècle, la ville a prospéré : sa plaine fertile était parsemée de mûriers et abritait douze grandes filatures. L'industrie de la soie naturelle y employait près de dix mille ouvriers et techniciens.
Durant la Première Guerre mondiale, la croiseur cuirassé Jeanne d'Arc a fourni des médicaments, de la nourriture et d'autres provisions essentielles à la population locale.
La ville a également joué un rôle lors de la Seconde Guerre mondiale. En 1941, lors de la campagne de Syrie, une bataille s'est déroulée à Damour entre les troupes australiennes et la Légion étrangère française, fidèle au gouvernement de Vichy. Cette bataille a ouvert la voie vers Beyrouth.
Enfin, en 1942, les troupes néo-zélandaises  ont construit la voie ferrée Beyrouth-Haïfa.

### Massacre de Damour par les Palestiniens
Le 9 janvier 1976, les Palestiniens assiègent Damour en coupant l'eau, l'approvisionnement et l'électricité, et interdisent à la Croix-Rouge d'entrer dans la ville pour évacuer les blessés. La cité est soumise à un bombardement à partir du 13 janvier et pendant les deux jours qui suivent. Le ministre de la Défense  Camille Chamoun, piégé dans la région, demanda à l'aviation de soutenir la ville. Le 16 janvier au matin, des chasseurs Mirage III et Hawker Hunter de l'armée de l'air libanaise font une descente sur les positions des militants palestiniens et musulmans, mais l'opération est annulée par le Premier ministre Rachid Karamé. Ce fut la dernière mission des Mirage III libanais de la guerre civile.
Après une semaine de combats, les assaillants viennent à bout de la résistance des milices du PNL et des Kataëb. Les combats et le massacre qui s'ensuivit firent de 150 à 580 victimes, dont plusieurs membres de la famille du politicien et chef de guerre Elie Hobeika. Beaucoup de corps avaient été démembrés, de sorte que les têtes ont dû être comptées pour dénombrer les morts. Le vieux cimetière chrétien avait été détruit, les tombes profanées. Après le massacre, un grand nombre de familles quittent Damour et vont s'installer soit dans des villes ou villages libanais tel que Jounieh ou El Nabaa, ou bien émigrent vers d'autres continents ou pays tels que l'Afrique, l'Europe, le Canada ou encore l'Australie.

### Depuis les années 1980
Durant l'invasion israélienne de 1982, l'armée de l'air israélienne bombarde la ville qui est sous l'autorité des milices palestiniennes.
Lors du conflit israélo-libanais de 2006, l'armée de l'air israélienne détruit plusieurs ponts sur l'autoroute Beyrouth-Tyr et sur le fleuve Damour.

## Quartiers appartenant à la municipalité de Damour
- Mar taqla Al Naame
- Mar Mikheyel Al Damour
- Khiyam Al Damour
- Saadiyat
- Ghandouriyeh
- Missiar

## Natifs célèbres
- Elie Saab
- Said Akl (le Martyr du 6 mai 1916)
- Michel Aoun
- Rose Ghrayeb
- Saïd Ghorayeb